# Mykeny
Mykeny (nowogr. Μυκήνες Mykḗnes, starogr. Μυκῆναι Mykēnai) – miejscowość w Grecji, w administracji zdecentralizowanej Peloponez, Grecja Zachodnia i Wyspy Jońskie, w regionie Peloponez, w jednostce regionalnej Argolida. Historyczna siedziba gminy Argos-Mykeny. W 2011 roku miała 354 mieszkańców.

## Historia
W starożytności miasto greckie, znajdujące się w północno-wschodniej części Peloponezu. W drugiej połowie II tysiąclecia p.n.e. ośrodek kultury mykeńskiej. Według mitologii Mykeny założył Perseusz – założyciel dynastii Perseidów. Miasto było zamieszkane przez Achajów. Około 1100 p.n.e. cytadela została zdobyta przez Dorów. Po zniszczeniu przez nich straciło znaczenie. Jednym z mitycznych królów Myken był Agamemnon z rodu Atrydów, zdobywca Troi. Według tradycji potwierdzonej wynikami badań naukowych Mykeny były głównym ośrodkiem politycznym Grecji epoki brązu.
W okresie klasycznym Mykeny, jako jedyne z miast Argolidy, wysłały liczący 80 żołnierzy oddział na pomoc Spartanom pod Termopile. Mieszkańcy Myken brali też udział w bitwie pod Platejami. W 468 p.n.e. miasto zostało zniszczone przez połączone wojska Argos, Tegei i Kleonaj. Po kilkuset latach, w epoce hellenistycznej, Mykeny odbudowano, jednak wkrótce ponownie się wyludniły.
W 1999 roku stanowiska archeologiczne w Mykenach i Tyrynsie zostały wpisane na listę światowego dziedzictwa UNESCO.

## Wykopaliska
Na miejscu dawnego grodu prowadzone są wykopaliska. Rozpoczął je Heinrich Schliemann w latach 1874–1876; kontynuowane były przez jego współpracownika Wilhelma Dörpfelda w latach 1885–1887, a od 1920 pod kierownictwem A.J.B. Wace’a, który ustalił chronologię poszczególnych stanowisk archeologicznych na terenie Myken. W ostatnich latach prowadzili je greccy archeologowie (m.in. J. Papademetriu i G. Mylonas). Do najważniejszych wykopalisk należą ruiny akropolu (nazywanego też mykeńską cytadelą) wraz z pozostałościami pałacu oraz bogato wyposażone grobowce szybowe oraz komorowe, w których znaleziono złote maski, np. maska Agamemnona, biżuterię i luksusową broń. Odkopano też ruiny wielu domów znajdujących się poza cytadelą, 50 tabliczek z pismem linearnym B, posągi gliniane.
W 1876 roku odkryto bogato wyposażony grobowiec. Sensację wzbudziły jednak bardzo dobrze zachowane szczątki jednej z trzech pochowanych tam osób. Głowa wciąż posiadała skórę i ścięgna, tak, że można było rozpoznać rysy twarzy. Polecono sporządzić portret głowy, a później podjęto próbę przeniesienia szczątków do muzeum w Atenach. Wysiłek okazał się daremny – kości nie wytrzymały kontaktu z powietrzem i transportu.
Na podstawie odnalezionych skarbów, jak i też zagadkowo dobrze zachowanej głowy zrodziły się pytania o związki Myken w tamtym okresie (XVI wiek p.n.e.) z Egiptem. Ciało prawdopodobnie zostało poddane pewnemu rodzajowi mumifikacji. Zastanawiające są znalezione przedmioty przywodzące na myśl te wykonywane nad Nilem – złota maska, kryształowy puchar w kształcie kaczki, klinga ozdobiona sceną polującego kota na kaczki w trzcinie przypominającej zarośla papirusu. Klinga ta z pewnością była jednak wyrobem miejscowych rzemieślników. Technika nakładania metalu na metal była wykonywana niemal wyłącznie w kulturze mykeńskiej w tamtym okresie.
Jedną z prób interpretacji jest przypuszczalna pomoc jakiej udzielili mykeńczycy Egiptowi w czasie najazdów Hyksosów na ten kraj właśnie w XVI wieku p.n.e. Są to jednak tylko domysły niepoparte innymi świadectwami.
Podział archeologiczny na „dynastię grobów szybowych” i „dynastię grobów kopułowych” pokrywa się mniej więcej z mitologiczną tradycją o dwóch panujących w Mykenach dynastiach – Perseidów i Atrydów (Pelopidów).

## Opis
Zabudowania położone na zboczu wzgórza otaczają potężne mury cyklopowe. Do wnętrza prowadziły dwie duże bramy: Lwia Brama datowana na ok. 1250 p.n.e., Tylna Brama, oraz dwie mniejsze. Po przeprowadzeniu badań archeologicznych ustalono, że znajdujące się w obrębie murów obronnych w tzw. Okręgu Grobowym A groby szybowe pochodzą z okresu wcześniejszego. Pierwotnie znajdowały się poza murami, a podczas rozbudowy cytadeli część nekropolii została włączona w jej obszar. Wówczas wzniesiono także Lwią Bramę. W najwyższej części twierdzy znajdował się megaron, siedziba władcy. W nim odkryto pozostałości fresków zdobiących ściany (przedstawienia figuralne scen walki oraz postaci kobiecych, być może kapłanek), stiuków oraz posadzki ułożonej z kamienia gipsowego. Na terenie twierdzy znajdowały się także magazyny, pomieszczenia gospodarcze oraz domy mieszkalne.
Do najbardziej znanych grobowców odnalezionych na terenie nekropolii należą Skarbiec Atreusza, zwany też grobem Agamemnona, oraz grób Klitajmestry.
Z późniejszego okresu pochodzą pozostałości świątyni (VII wiek p.n.e.) oraz teatru i gimnazjonu (III – I wiek p.n.e.).

## Zabytki z Myken

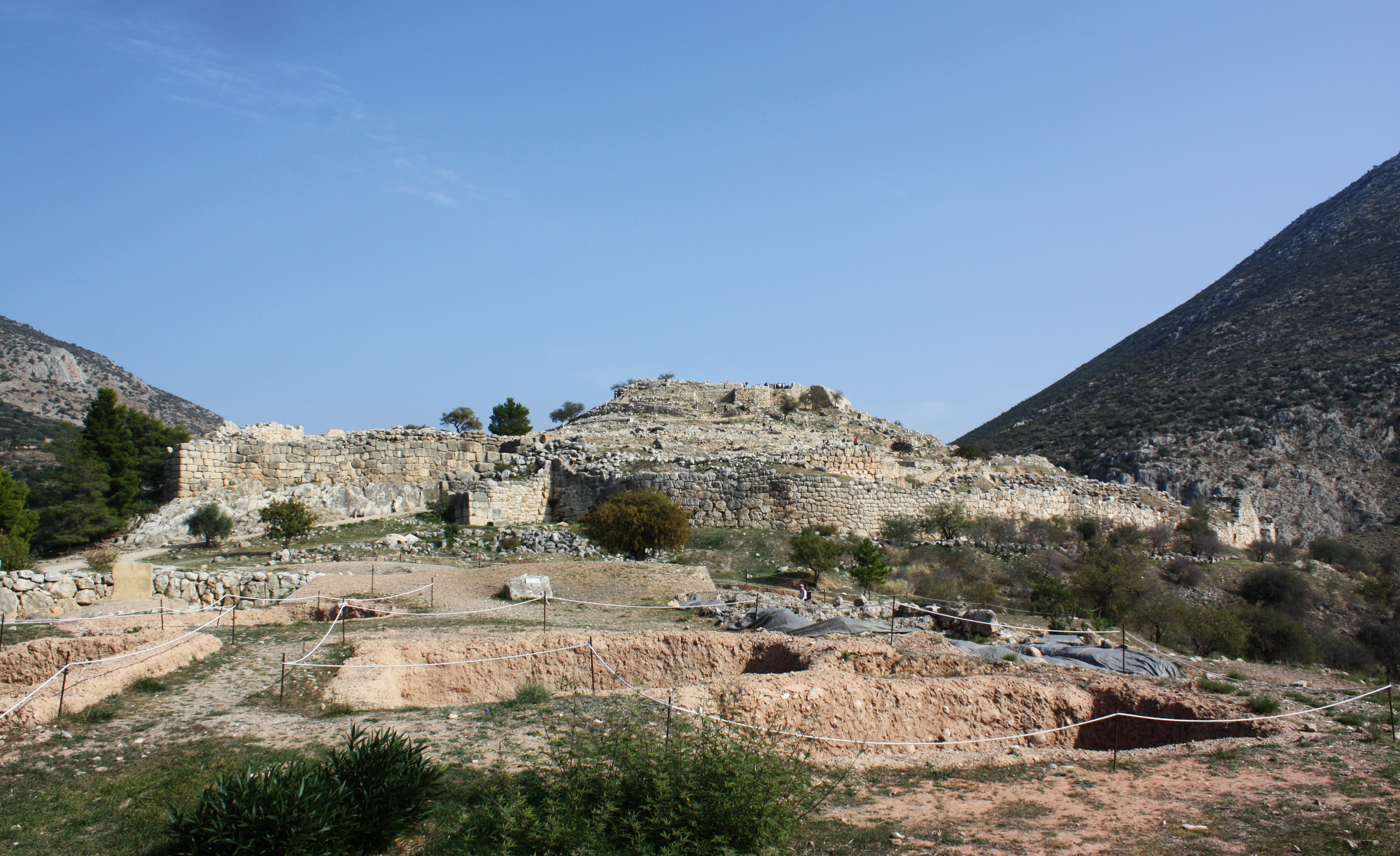
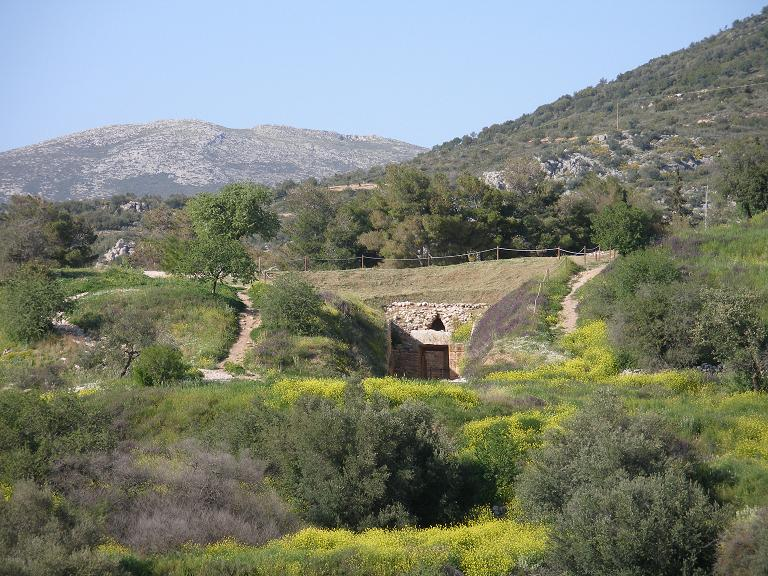
Tzw. grób Ajgistosa z ok. 1470 r. położony poza murami cytadeli
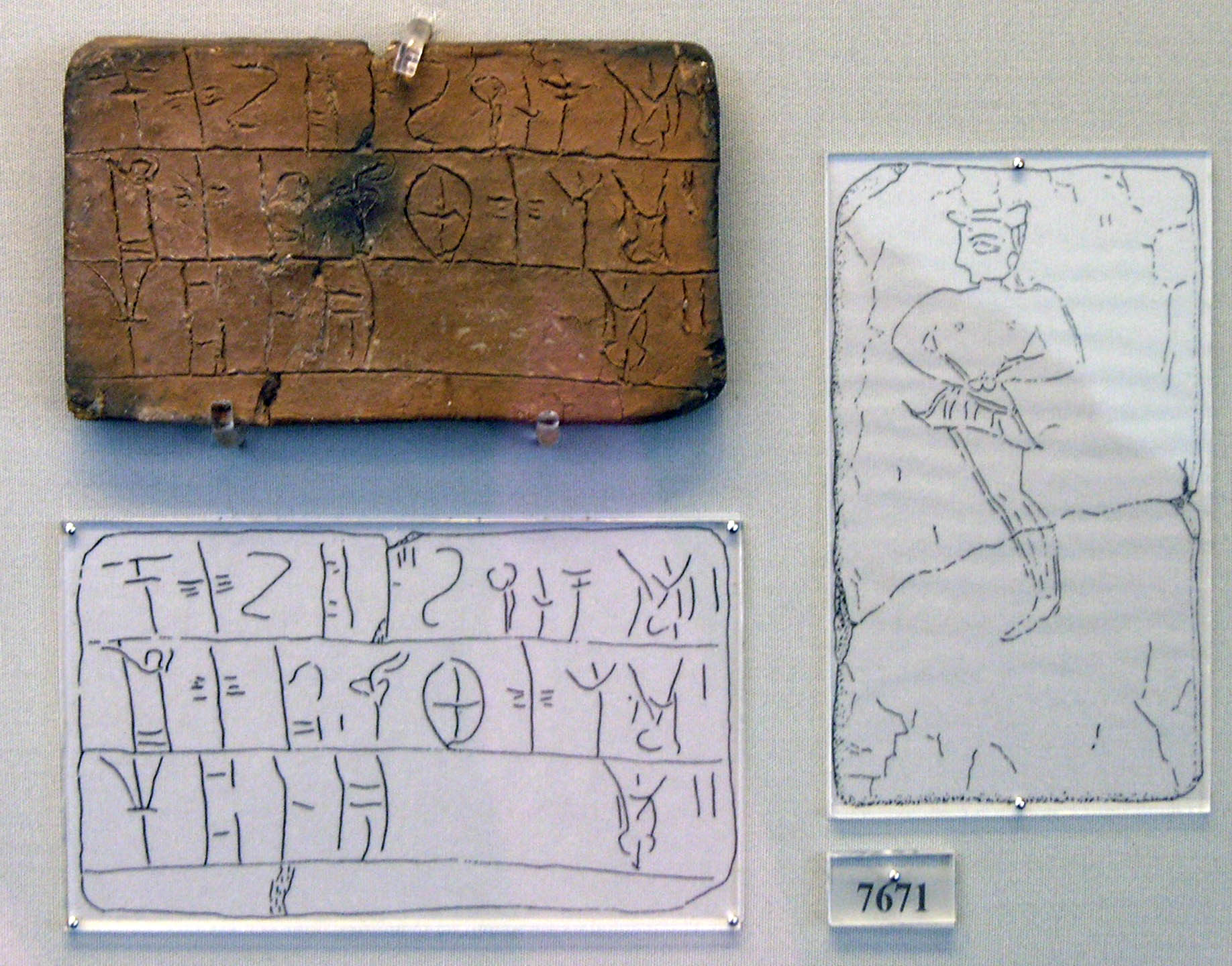
Tabliczka gliniana z Myken z inskrypcją zapisaną pismem linearnym B
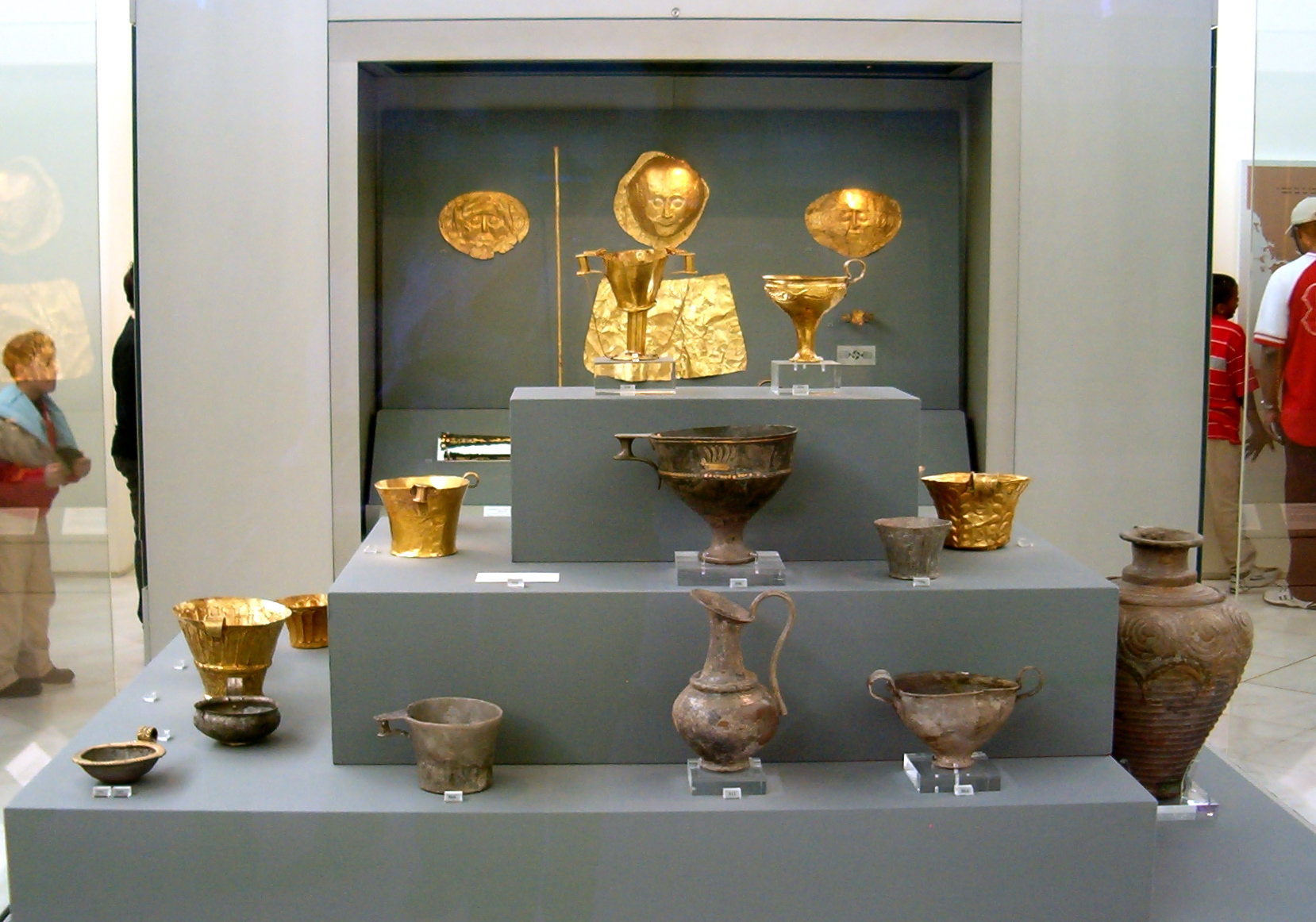
Część złotych przedmiotów z grobów w Mykenach (Arch. MN w Atenach)